# Sitka Bay
Die Sitka Bay ist eine kleine Bucht an der Nordküste Südgeorgiens. Sie liegt 1,5 km westlich des Kap Buller.
Neben der hiesigen Bezeichnung war die Bucht lange Zeit auch unter dem Namen Buller Bay auf Land- und Seekarten verzeichnet. Im Zuge von Vermessungen, die der South Georgia Survey zwischen 1951 und 1952 durchgeführt hatte, erwies sich erstere als die gebräuchlichere. Der weitere Benennungshintergrund ist nicht überliefert.